# アニー・オークレイ (1894年の映画)
『アニー・オークレイ』(Annie Oakley) は、1894年に制作された白黒のサイレント映画で、ウィリアム・K・L・ディクソンがプロデュースし、ウィリアム・ハイセが撮影監督を務めたエジソン・スタジオの作品。

## 背景
エジソンは、キネトスコープが弾丸の飛翔を捉えられるかを確かめたいと思い、この映画のためにオークレイを雇った。
標準的な35ミリフィルム1巻に、21秒の映像が記録されている。1894年11月1日にエジソンのブラック・マリア・スタジオにおいて撮影されたこの映画は、アニー・オークレイが映画に出演した最初の作品であることが最も重要である。この映画の中で、彼女はライフルを用いていくつかの据え置かれた標的や、投じられた円盤を撃ってみせる。彼女の手助けをしている男性は、おそらく夫のフランク・E・バトラーである。ふたりは、バッファロー・ビルの「ワイルド・ウエスト・ショー」のベテラン出演者であった(pp201-202, 262)。